# Ihar Hurynowicz
Ihar Mikałajewicz Hurynowicz (biał. Iгар Мікалаевіч Гурыновiч, ros. Игорь Николаевич Гуринович, Igor Nikołajewicz Gurinowicz; ur. 5 marca 1960 w Mińsku) – białoruski piłkarz występujący na pozycji napastnika, reprezentant Związku Radzieckiego i Białorusi, trener piłkarski.

## Kariera klubowa
Mistrz Związku Radzieckiego z Dynamem Mińsk (1982), którego był wychowankiem. W sezonie 1992/93 rozegrał 3 spotkania w barwach ŁKS Łódź, zdobywając z tym klubem brązowy medal mistrzostw Polski. Ponadto grał w takich klubach jak: Brighton & Hove Albion FC, Dynama Brześć, APEP FC, Weres Równe, Tarpieda Mińsk, Lokomotiw Moskwa, CD Castellón, LASK Linz i Ataka-Aura Mińsk.

## Kariera reprezentacyjna
W 1978 roku Hurynowicz z reprezentacją Związku Radzieckiego U-19 wywalczył mistrzostwo Europy. Rok później z kadrą U-20 zdobył wicemistrzostwo świata na turnieju rozegranym w Japonii.
28 marca 1984 zaliczył jeden występ w seniorskiej reprezentacji Związku Radzieckiego w towarzyskim meczu z NRD (1:2). W 1994 roku zdecydował się reprezentować Białoruś, dla której rozegrał 3 spotkania i zdobył 1 bramkę.

### Bramki w reprezentacji
| Lp. | Data          | Miejsce                 | Przeciwnik | Bramka | Rezultat | Ranga meczu                       |
| --- | ------------- | ----------------------- | ---------- | ------ | -------- | --------------------------------- |
| 1.  | 29 marca 1995 | Stadion Bazaly, Ostrawa | Czechy     | 2:4    | 2:4      | Eliminacje Mistrzostw Europy 1996 |

## Sukcesy
Związek Radziecki U-19
- mistrzostwo Europy: 1978
- wicemistrzostwo świata: 1979

Dynamo Mińsk
- mistrzostwo Związku Radzieckiego: 1982